# Somewhere Out in Space
Somewhere Out in Space è il quinto album della band tedesca Gamma Ray.
L'album continua la "tradizione" dei Gamma Ray di cambiare formazione ad ogni loro nuovo album, ma è anche il primo a presentare la più longeva formazione del gruppo (che durò fino all'addio di Dan Zimmermann nel 2012): vede infatti il debutto in formazione di Dirk Schlächter come bassista stabile (precedentemente era chitarrista della band e aveva suonato il basso solo in alcune tracce di Heading for Tomorrow); segna inoltre l'entrata in formazione del batterista Zimmermann, che sostituisce Thomas Nack, e del chitarrista Henjo Richter.
L'album contiene una cover degli Uriah Heep, Return To Fantasy. È stato ripubblicato nel 2002 (con l'aggiunta di due tracce bonus) e nel 2005.

## Tracce
Testi e musiche di Kai Hansen, eccetto dove indicato.
1. Beyond the Black Hole – 6:00 (musica: Hansen, Schlächter, Zimmermann)
2. Men, Martians and Machines – 3:52
3. No Stranger (Another Day in Life) – 3:36
4. Somewhere Out in Space – 5:27
5. The Guardians of Mankind – 5:02 (Richter)
6. The Landing – 1:17 (musica: Schlächter)
7. Valley of the Kings – 3:51
8. Pray – 4:45 (musica: Schlächter)
9. The Winged Horse – 7:02 (Richter)
10. Cosmic Chaos (strumentale) – 0:49 (musica: Zimmermann)
11. Lost in the Future – 3:40 (musica: Schlächter)
12. Watcher in the Sky (feat. Piet Sielck) – 5:19 (Hansen, Sielck)
13. Rising Star – 0:52 (Schlächter)
14. Shine On – 6:52 (musica: Schlächter)

### Bonus track dell'edizione giapponese
1. Return to Fantasy (cover degli Uriah Heep) – 5:16 (David Byron, Ken Hensley)

### Tracce bonus nell'edizione rimasterizzata del 2002
1. Miracle – 7:17
2. Victim of Changes (Cover dei Judas Priest) – 7:24 (Al Atkins, K.K. Downing, [Rob Halford]], Glenn Tipton)

## Formazione
- Kai Hansen - voce, chitarra
- Dirk Schlächter - basso
- Henjo Richter - chitarra, tastiere
- Dan Zimmermann - batteria